# Spondylurus semitaeniatus
Spondylurus semitaeniatus es una especie de escincomorfos de la familia Scincidae.

## Distribución geográfica
Es endémica de varias de las Islas Vírgenes: Virgen Gorda, Tórtola, Sal, Ginger, Gran Camanoe, Guana, Pequeña Thatch, Mosquito, Necker, Redonda, Fallen Jerusalem y San Thomas con los islotes Capella y Little Buck; quizá en Jost Van Dyke y San Juan.

## Estado de conservación
Se encuentra amenazada por la pérdida de su hábitat natural.